# Ernst Scheer
Ernst Scheer (* 4. September 1887 in Herisau; † 7. März 1960 ebenda; aus Künheim im Oberelsass, heimatberechtigt  ab 1889 in Herisau) war ein Schweizer Politiker, Unternehmer und Kantonsrat  aus dem Kanton Appenzell Ausserrhoden.

## Leben
Ernst Scheer war der Sohn des Jean Scheer, Inhaber einer Metallbaufirma in Herisau, und der Bertha Preisig. Scheer ehelichte 1912 Lilly Sophie Höppli, Tochter des Jakob Höppli, Prokurist. 
Er machte zunächst eine Lehre als Schlosser im väterlichen Betrieb. Danach absolvierte Scheer eine Ausbildung zum Hochbautechniker in Winterthur. Er machte eine kaufmännische Zusatzausbildung in Zürich. Nachdem Scheer als Konstrukteur bei einer Brückenbaufirma in Hannover tätig gewesen war, übernahm er 1912 die väterliche Firma. 1936 wandelte Scheer das Unternehmen in eine Aktiengesellschaft um. Die E. Scheer AG war im Bereich Eisenkonstruktionen und im Maschinenbau tätig. Sie wurde von seinem Sohn Ernst Friedrich Scheer weitergeführt und beschäftigte in den 1960er Jahren ungefähr 200 Personen. Scheer wirkte von 1922 bis 1926 als Gemeinderat in Herisau. Von 1927 bis 1948 hatte er einen Sitz im Ausserrhoder Kantonsrat inne, wobei er sich vor allem im Schulwesen engagierte. Schiess amtierte von 1929 bis 1936 als Präsident der Appenzellische Offiziersgesellschaft. Zudem war er Mitglied des Freimaurerzirkels Säntis und besass den militärischen Grad Oberst.